# NGC 895
NGC 895 este o galaxie spirală situată în constelația Balena. A fost descoperită în 10 septembrie 1785 de către William Herschel. Se află la o distanță de 29,38 de megaparseci de Pământ.